# 庫利奇基夫
50°18′19″N 24°5′0″E / 50.30528°N 24.08333°E
庫利奇基夫（烏克蘭語：Куличків），是烏克蘭西部的村莊，隸屬利維夫州的舍普季茨基區。該村始建於1500年，面積1.7平方公里，海拔高度203米，2023年人口490，人口密度每平方公里338.82人。